# 基兰特语支
基兰特语支，是藏缅语族的一個支系，是克拉底人的语言，主要分布在尼泊尔。基兰特（天城体：किराँत，IAST：kirāṃta）一词，可能来自“基拉”（意思是狮子）和“蒂”（意思是人）两个词。有人认为梵语文献中的基拉特人（天城体：किराट，IAST：kirāta，山地黄种人），可能就来自基兰特或相关部落名称。
基兰特族包括现代的拉伊族、林布族和苏努瓦尔族。
有90多万人使用基兰特语支的语言，其中42万人使用林布语，39万人使用班塔瓦语。
一般认为基兰特语支和马嘉尔语支关系密切。
一些学者提出大基兰特语群的概念，这个语群除了基兰特语支外，还包括尼瓦尔语等语言。这个概念还存在不少争议。